# Wang Anshi

Wang Anshi

Wang Anshi (王安石; 8 december 1021 - 21 mei 1086) was een Chinees econoom, staatsman, kanselier en dichter ten tijde van de Song-dynastie. Hij probeerde grote controversiële sociaaleconomische hervormingen door te voeren. Deze hervormingen vormden het kernprogramma van de hervormers. Hun aartsvijand, kanselier Sima Guang, leidde de conservatieve factie tegen deze hervormers.
Op economisch gebied waren zijn hervormingen gericht op een uitbreiding van het gebruik van geld en het opbreken van private monopolies. Ook introduceerde hij een aantal vormen van overheidsregulering en sociaal welzijn. In militaire zaken steunde hij het gebruikmaken van lokale milities. In het overheid en bij het aanstellen van ambtenaren  breidde hij het examensysteem uit en probeerde het nepotisme te onderdrukken. Hoewel hij enige tijd succesvol was, verloor hij uiteindelijk de gunst van de keizer.

## Achtergrond
Onder de Song-dynastie zette zich een ontwikkeling in gang die de vorming van grote landgoederen bevorderde. Veel grootgrondbezitters slaagden erin om zich te onttrekken aan het betalen van hun aandeel in de belastingen. Dit resulteerde in een steeds zwaardere belastingdruk op de boerenstand. De daling van de overheidsinkomsten, een opeenvolging van begrotingstekorten en een wijdverspreide inflatie noopte keizer Shenzong er toe om advies in te winnen bij Wang.

## Vroege carrière
Hoewel Wang afkomstig was uit het zuiden van China, stamde hij uit een familie van keizerlijke geleerden (进士 Jinshi). Hij behaalde de vierde plaats in het keizerlijk examen van 1042. De eerste twintig jaar van zijn carrière bracht hij door in de regionale regering van een provincie in de benedenloop van de Jangtsekiang. Tijdens deze periode deed hij praktijkervaring op in het lokale bestuur. Deze ervaring kleurde zijn analyse bij het formuleren van mogelijke oplossingen om de noodlijdende Song-samenleving nieuw leven in te blazen.

## Grote hervorming

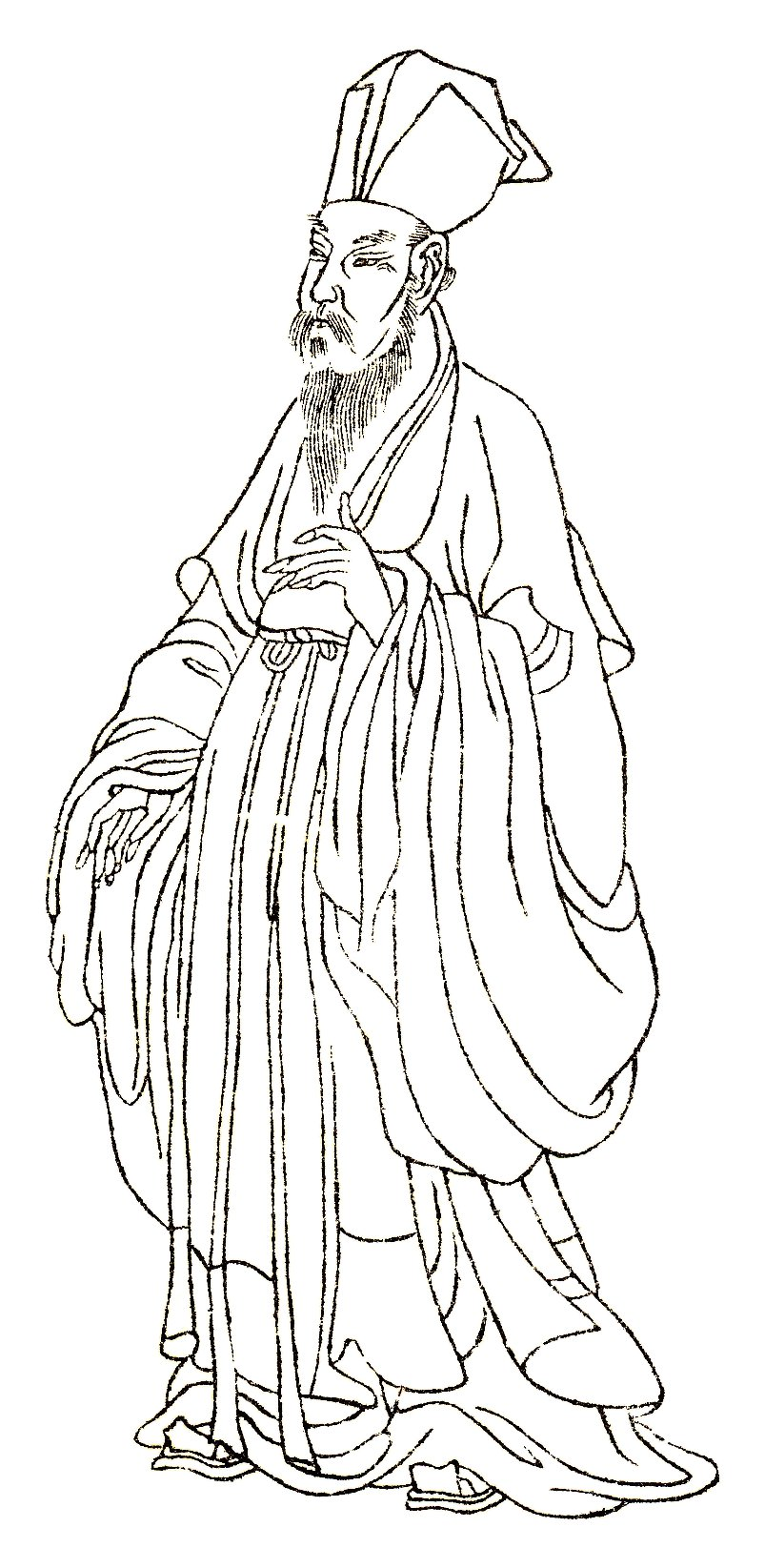
Illustratie van Wang Anshi uit de Wan Xiao Tang, 1743.

Wang geloofde dat de staat de verantwoordelijkheid heeft om voor haar mensen te voorzien in de essentiële zaken voor een fatsoenlijke levensstandaard: "De staat moet het volledige beheer van handel, industrie en landbouw in eigen handen nemen, met het oog op het voeden van de werkende klassen en te voorkomen dat deze door de rijken tot stof worden vermalen."
Wang kwam in 1069 als 2e geheimraad aan de macht. Het was in deze functie dat hij zijn hervormingsbeleid introduceerde en afgekondigde (xin fa 新法). Zijn politiek bestond uit drie hoofdcomponenten: 1) staatsfinanciën en handel, 2) defensie en sociale orde en 3) onderwijs en het verbeteren van het bestuur. Een deel van de financiële hervormingen hield on dat arbeid in contant geld werd betaald in plaats van als corvee-arbeid te worden, een stijging van het aanbod van koperen munten, het verbeteren van het beheer van de handel, directe staatsleningen aan de landbouwers tijdens het plantseizoenen, waarbij de boeren na de oogst weer konden terugbetalen.
Hij geloofde dat het fundament van de staat op het welzijn van het gewone volk berustte. Ter beperking van speculatie en om private monopolies te elimineren, initieerde hij prijscontroles, reglementeerde hij de lonen en zette hij pensioenschema's voor ouderen en werklozen. De staat begon ook publieke weeshuizen, ziekenhuizen, apotheken, hospices, begraafplaatsen, en reservegraanschuren in te stellen.
De militaire hervormingen richtte zich op de nieuwe institutie van het  Baojia-systeem of het systeem van georganiseerde  huishoudens. Dit werd ingevoerd om de collectieve verantwoordelijkheid in de samenleving te garanderen en werd later gebruikt om de lokale defensie te versterken. Hij heeft ook de instelling van systemen voorgesteld om militaire paarden fokken en een efficiëntere  productie van wapens en training van de militie te bereiken.
Om het onderwijs en de overheid te verbeteren, probeerde hij de barrière tussen klerikale en officiële carrière te doorbreken alsook het toezicht om te voorkomen dat persoonlijke connecties konden worden ingezet voor persoonlijk gewin. Testen over het rechtssysteem, militaire zaken en geneeskunde werden aan het examensysteem toegevoegd; wiskunde volgde in 1104. De Nationale Academie werd omgevormd tot een echte school in plaats van een wachtkamer voor ambtenaren, die in afwachting waren van een volgende benoeming. Er bestond echter vanuit de kringen van bureaucraten, die nog onder het oude systeem waren ingestroomd, een diepgewortelde weerstand tegen de onderwijshervormingen.
Moderne waarnemers hebben opgemerkt hoe opmerkelijk dicht zijn theorieën aansluiten bij de moderne concepten van de verzorgingsstaat en de planeconomie.

## Voetnoten
1. ↑  6e dag van de 4e maand van Yuanyou 1 (元佑 元年 四月 六日), wat overeenkomt met 21 mei 1086 in de Juliaanse kalender
2. ↑  Mote, hfdstk. 6
3. ↑  Nourse, Mary A. 1944. A Short History of the Chinese, 3e editie. blz. 136
4. ↑  Wang-Anshi
5. ↑  Mote, blz. 139
6. ↑  Song-dynastie Renaissance 960-1279. Gearchiveerd op 4 februari 2007. Geraadpleegd op 7 maart 2013.
7. ↑  Mote, blz. 140
8. ↑  Mote blz. 141